# شانتال بلاك
شانتال بلاك (بالهولندية: Chantal Blaak)‏ مواليد 22 أكتوبر 1989 في هولندا، هي درّاجة هولندية.

## سجل النتائج

### سباقات أو مراحل فاز بها
| التاريخ        | السباق                                                              | المركز                                                        |
| -------------- | ------------------------------------------------------------------- | ------------------------------------------------------------- |
| 07 مايو 2006   | Omloop van Borsele U19 2006                                         |                                                               |
| 30 مارس 2008   | Dolmans Heuvelland Classic 2008                                     |                                                               |
| 28 فبراير 2009 | طواف نيوشبلاد للسيدات 2009                                          | الرابع في التصنيف العام                                       |
| 29 مارس 2009   | تروفيو ألفريدو بيندا كومون دي سيتيجليو 2009                         | الثامن في التصنيف العام                                       |
| 06 أبريل 2009  | Grand Prix de Dottignies 2009                                       | الثالث في التصنيف العام                                       |
| 13 أبريل 2009  | روند فان درينثي كأس العالم 2009                                     | الثالث في التصنيف العام                                       |
| 25 أبريل 2009  | Omloop van Borsele 2009                                             | السابع في التصنيف العام                                       |
| 24 مايو 2009   | Tour de l'Aude Cycliste Féminin 2009                                | الخامس في تصنيف أفضل شاب                                      |
| 07 يونيو 2009  | Therme Kasseienomloop 2009                                          | الفائز في التصنيف العام                                       |
| 27 يونيو 2009  | سباق الطريق للسيدات في بطولة هولندا 2009                            |                                                               |
| 05 يوليو 2009  | سباق الطريق لأقل من سنة للسيدات - بطولة أوروبا للدراجات 2009        | الفائز في التصنيف العام                                       |
| 08 أغسطس 2010  | Holland Hills Classic 2010                                          |                                                               |
| 25 يونيو 2011  | سباق الطريق للسيدات في بطولة هولندا 2011                            |                                                               |
| 06 أغسطس 2011  | Erondegemse Pijl 2011                                               | الفائز في التصنيف العام                                       |
| 15 أبريل 2012  | Ronde van Gelderland 2012                                           |                                                               |
| 01 يناير 2014  | 2014 Omloop van Borsele-ITT                                         |                                                               |
| 13 مارس 2014   | درينتشت آخت فان ويسترفيلد 2014                                      | الفائز في التصنيف العام                                       |
| 24 أغسطس 2014  | أوبن دي سويد فارجاردا - سباق الطريق 2014                            | الفائز في التصنيف العام                                       |
| 04 مارس 2015   | لي سامين ديس دامس 2015                                              | الفائز في التصنيف العام                                       |
| 24 يونيو 2015  | سباق الدراجات ضد الساعة للسيدات في بطولة هولندا 2015                |                                                               |
| 01 يناير 2016  | 2016 Omloop van Borsele-ITT                                         |                                                               |
| 02 مارس 2016   | لي سامين ديس دامس 2016                                              | الفائز في التصنيف العام                                       |
| 12 مارس 2016   | روند فان درينثي كأس العالم 2016                                     | الفائز في التصنيف العام، متصدر الترتيب العام في نهاية المرحلة |
| 27 مارس 2016   | غنت-وفلجم للسيدات 2016                                              | الفائز في التصنيف العام                                       |
| 22 يونيو 2016  | سباق الدراجات ضد الساعة للسيدات في بطولة هولندا 2016                |                                                               |
| 04 سبتمبر 2016 | بويز ليديز تور 2016                                                 | الفائز في التصنيف العام، الفائز حسب تصنيف المجموعة            |
| 24 يونيو 2017  | سباق الطريق للسيدات في بطولة هولندا 2017                            | الفائز في التصنيف العام                                       |
| 23 سبتمبر 2017 | سباق الطريق للسيدات في بطولة العالم 2017                            | الفائز في التصنيف العام                                       |
| 15 أبريل 2018  | سباق أمستل الذهبي للسيدات 2018                                      | الفائز في التصنيف العام، قائد تصنيف طواف العالم               |
| 30 يونيو 2018  | سباق الطريق للسيدات في بطولة هولندا 2018                            | الفائز في التصنيف العام                                       |
| 02 مارس 2019   | طواف نيوشبلاد للسيدات 2019                                          | الفائز في التصنيف العام                                       |
| 25 يونيو 2019  | Contre-la-montre féminin aux Jeux européens 2019                    |                                                               |
| 03 مارس 2020   | لي سامين ديس دامس 2020                                              | الفائز في التصنيف العام                                       |
| 18 أكتوبر 2020 | طواف فلاندرز للسيدات 2020                                           | الفائز في التصنيف العام                                       |
| 06 مارس 2021   | ستراد بينك للسيدات 2021                                             | الفائز في التصنيف العام، قائد تصنيف طواف العالم               |
| 05 يونيو 2021  | 2021 Dwars door het Hageland (Women)                                | الفائز في التصنيف العام                                       |
| 29 أغسطس 2021  | هولاند ليديز تور 2021                                               | الفائز في التصنيف العام                                       |
| 22 أكتوبر 2021 | درينتشت آخت فان ويسترفيلد 2021                                      | الفائز في التصنيف العام                                       |
| 23 يونيو 2024  | 2024 The Netherlands National Road Cycling Championships - Women RR | الفائز في التصنيف العام                                       |

## الميداليات
| الميدالية | المسابقة                                    |
| --------- | ------------------------------------------- |
| ذهبية     | بطولة العالم لسباق الدراجات على الطريق 2014 |

## روابط خارجية
- شانتال بلاك على موقع الاتحاد الدولي للدراجات (الإنجليزية)
- شانتال بلاك على موقع أرشيف الدراجات (الإنجليزية)
- شانتال بلاك على موقع إحصائيات الدراجات الإحترافية (الإنجليزية)
- شانتال بلاك على موقع نسبة الدراجات (الإنجليزية)
- شانتال بلاك على موقع CycleBase (الإنجليزية)